# Zubeida
Zubeida Begum Dhanrajgir (1911-1988) fue una actriz india. Actuó en la primera película sonora india Alam Ara (1931). Sus películas incluyen éxitos como Devdas (1937), y la primera película sonora de Sagar Movietone, Meri Jaan.
Fue una de las pocas jóvenes que ingresó a la industria del cine a temprana edad durante una época en que no era considerada una profesión apropiada para niñas de familias respetables. Nació en Surat, en la ciudad de Gujarat en India occidental. Zubeida era una bella princesa musulmana, hija de Nawab Sidi Ibrahim Muhammad Yakut Khan III del Estado de Sachin, y de la actriz Fatima Begum. Tuvo dos hermanas, Sultana y Shehzadi, las dos actrices.

## Carrera
Zubeida tenía sólo 12 años cuando debutó en Kohinoor. Durante los años 20 realizó algunas apariciones aisladas junto a Sultana, quien para ese entonces, se había transformado en una de las estrellas femeninas del cine indio. Una de las películas que protagonizaron las hermanas fue Kalyan Khajina en 1924. También compartieron pantalla en el primer éxito de taquilla de Zubeida, Veer Abhimanyu, estreada dos años antes, que también contó con la actuación de su madre Fatima Begum.

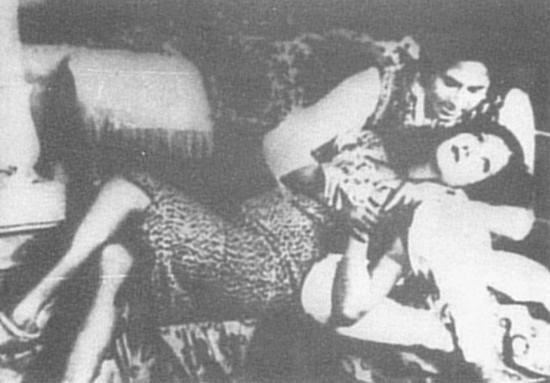
Zubeida con Master Vithal, en Alam Ara (1931)

En 1925 Zubeida tuvo siete estrenos, entre ellos Kala Chor, Devdasi y Desh Ka Dushman. Un año más tarde protagonizó la película de su madre Bulbul-e-Paristan. El año 1927 se recuerda por sus películas Laila Majnu, Nanand Bhojai y Sacrificio, de Naval Gandhi, todas películas muy exitosas en aquel entonces. La última, basada en Balidan de Rabindranath Tagore, también estuvo protagonizada por Sulochana Devi, Master Vithal y Jal Khambatta. Condenaba la antigua tradición de sacrificios animales en templos de Kali en Bengala. Los miembros del Comité Cinematográfico de la India se mostraron impresionados y sus miembros europeos recomendaron que fuera proyectada en el extranjero.
Zubeida protagonizó una serie de películas mudas antes de Alam Ara, que resultó ser el punto culminante de su carrera y su mayor éxito. Durante los 30 y a principios de los 40 formó un equipo estelar con Jal Merchant y protagonizaron varios éxitos interpretando personajes mitológicos como Subhadrá, Uttarā y Draupadi.
En 1934 filmó con Mahalakshmi Movietone en Nanubhai Vakil y tuvo algunos éxitos menores como Gul-e-Sonobar y Rasik-e-Laila. Nirdosh Abla fue su última película.

## Matrimonio y descendencia
Zubeida se casó con el Maharaj Narsingir Dhanrajgir Gyan Bahadur de Hyderabad. Fue madre de Humayun Dhanrajgir y Dhurreshwar Dhanrajgir, madre de la modelo Rhea Pillai, exesposa de Sanjay Dutt.

## Muerte
Zubeida pasó sus últimos años en el palacio Dhanraj Mahal. Murió en 1988 y fue sepultada en Chhatrapathi Shivaji Maharaj Marg, sur de Bombay.